# Slavomír Kňazovický
Slavomír Kňazovický (* 3. Mai 1967 in Piešťany) ist ein ehemaliger slowakischer Kanute.

## Karriere
Kňazovický belegte bei den Olympischen Sommerspielen 1992 in Barcelona im Rennen mit dem C-1 über 500 m den vierten Rang und verpasste damit knapp eine Medaille. Zwei Jahre später gewann er bei den Weltmeisterschaften im Vierer-Canadier über 500 Meter zusammen mit Peter Páleš, Csaba Orosz und Juraj Filip die Bronzemedaille.
Fortan startete er im Einer-Canadier. Bei den Olympischen Sommerspielen 1996 in Atlanta konnte er im Rennen mit dem C-1 über 500 m Silber gewinnen. Im Folgejahr wurde er über 200 Meter Europameister im Einer-Canadier. Bei den Weltmeisterschaften 1998 holte er in der gleichen Disziplin Silber.
Ein Jahr vor seiner dritten Olympiateilnahme bei den Spielen 2000 in Sydney sicherte er sich sowohl bei den Welt- als auch bei den Europameisterschaften jeweils die Bronzemedaille. In Sydney war er Fahnenträger der slowakischen Delegation. Er konnte jedoch im C-1 über 500 m seine Silbermedaille nicht verteidigen.
Nach seiner Karriere begann er als Trainer von Ľubomír Beňo und Matej Rusnák zu arbeiten.